# Station Barwałd Górny
Station Barwałd Górny is een spoorwegstation in de Poolse plaats Barwałd Górny.